# How We Do (Party)
How We Do (Party) è un brano musicale della cantante britannica Rita Ora, estratto come primo singolo dal suo album di debutto, ORA. È stato scritto da Victor Alexander, Kelly Sheehan e Bonnie McKee. È stato scelto come singolo di lancio dell'artista per gli Stati Uniti, Canada, Australia e Nuova Zelanda il 20 marzo 2012. È stato estratto come secondo singolo in Irlanda il 10 agosto 2012 e in Regno Unito il 12 agosto 2012 e ha raggiunto la numero uno in entrambi i Paesi.

## Video
Il video di How We Do (Party) è stato girato a Coney Island e diretto da Marc Klasfeld ed ha avuto oltre 43 milioni di visualizzazioni su YouTube.

## Classifiche

### Classifiche settimanali
| Classifica (2012/13) | Posizione massima |
| -------------------- | ----------------- |
| Australia            | 9                 |
| Austria              | 35                |
| Belgio (Fiandre)     | 68                |
| Canada               | 68                |
| Danimarca            | 40                |
| Europa               | 1                 |
| Germania             | 40                |
| Irlanda              | 1                 |
| Giappone             | 5                 |
| Nuova Zelanda        | 5                 |
| Paesi Bassi          | 31                |
| Regno Unito          | 1                 |
| Stati Uniti          | 62                |
| Svizzera             | 41                |

### Classifiche di fine anno
| Classifica (2013) | Posizione |
| ----------------- | --------- |
| Giappone          | 98        |